# Lami
Lami – miasto w Fidżi (Dystrykt Centralny, prowincja Rewa), na wyspie Viti Levu. Według danych szacunkowych na rok 2009 liczy 20 461 mieszkańców. Burmistrzem jest Tevita Vuatalevu.